# Lang netwatje
Het lang netwatje (Arcyria obvelata) is een slijmzwam behorend tot de familie Trichiidae. Het komt voor in naaldbossen en gemengde bossen. Het leeft saprotroof op naaldhout.

## Kenmerken

### Uiterlijke kenmerken
De sporocarpen (vruchtlichamen) zijn kortgesteeld tot bijna zittend en groeien dicht in kleine groepjes. De sporocarpen zijn in gesloten toestand ovaal tot cilindrisch en 1,5 tot 3 mm hoog en 0,3 tot 0,5 mm breed. De kleur varieert van licht tot okergeel, soms ook oranje. Ze worden later licht roestbruin. De steel is geel tot bruin van kleur en erg kort, 0,1 tot 0,2 mm lang. De peridia (schaal) verdwijnt snel, met alleen een platte kelk die aan de basis overblijft. Deze gaat geleidelijk over in de steel en lijkt kleurloos in het doorvallende licht. Het heeft talloze wratten die door lijnen met elkaar zijn verbonden om een fijnmazig netwerk te vormen
De vliezige hypothallus is loopt onder de hele groep. Het heeft een zilverachtige glans.

### Microscopische kenmerken
Het steel heeft spore-achtige cysten die 15 tot 30 µm breed zijn. Het capillitium (haarvlecht) is zeer elastisch en fijnmazig. Het zet voornamelijk uit in de lengterichting en wordt gematteerd. De elateren zijn 3 tot 6 µm breed en versierd met ringen, halve ringen en stekels, soms netvormig en met lengtestrepen. Vrije uiteinden zijn verdikt tot 11 µm. Het capillitium is geel, okergeel tot bruingeel gekleurd.
De sporen lijken geel tot oker in bulk, licht geelachtig bruin tot bijna kleurloos in doorvallend licht. Ze hebben een diameter van 7 tot 9 µm en zijn bedekt met fijne wratten en clusters van grotere wratten.
Het plasmodium is wit.

## Verspreiding
In Nederland komt het lang netwatje vrij algemeen voor.

## Foto's

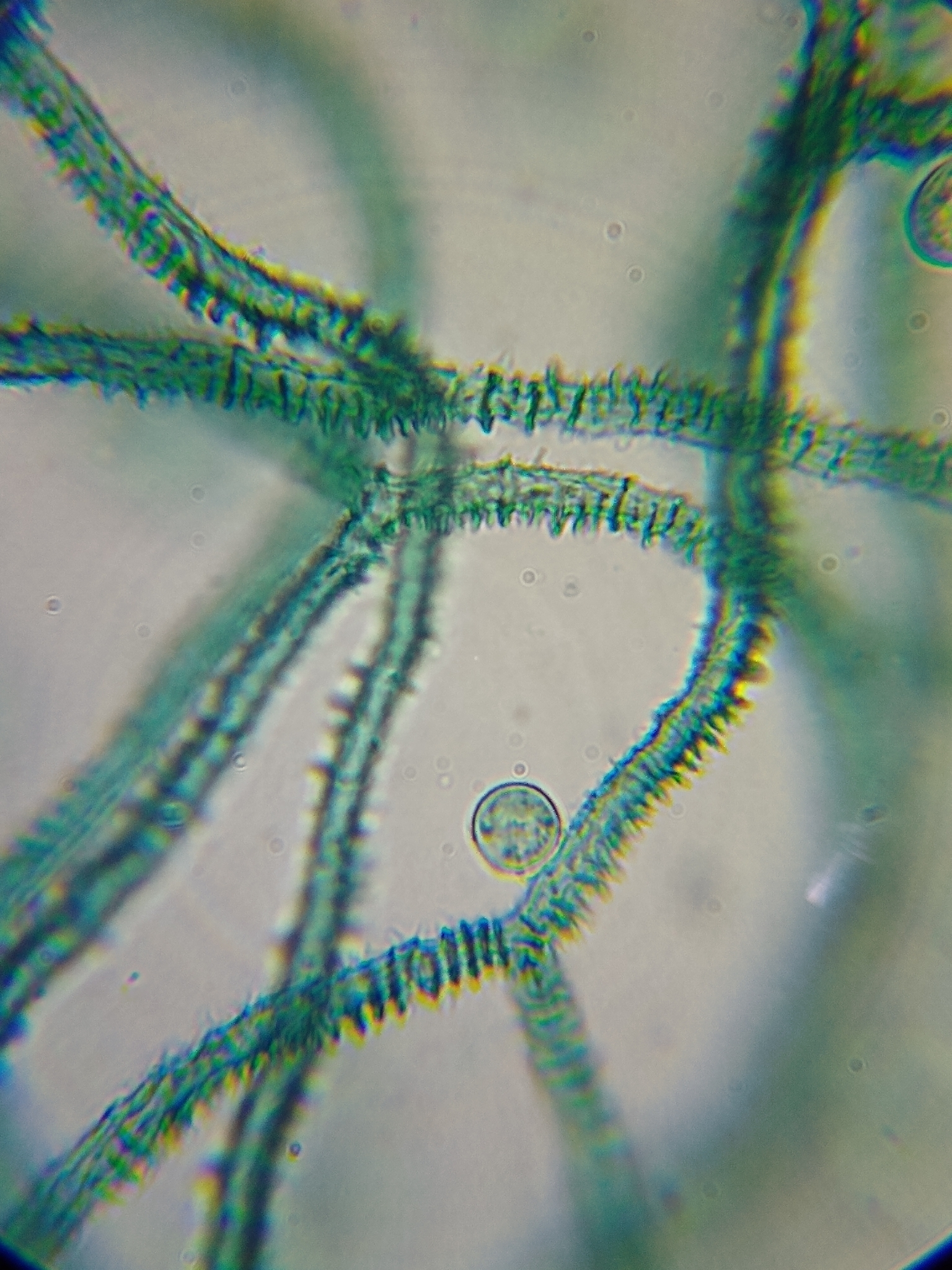
Elateren
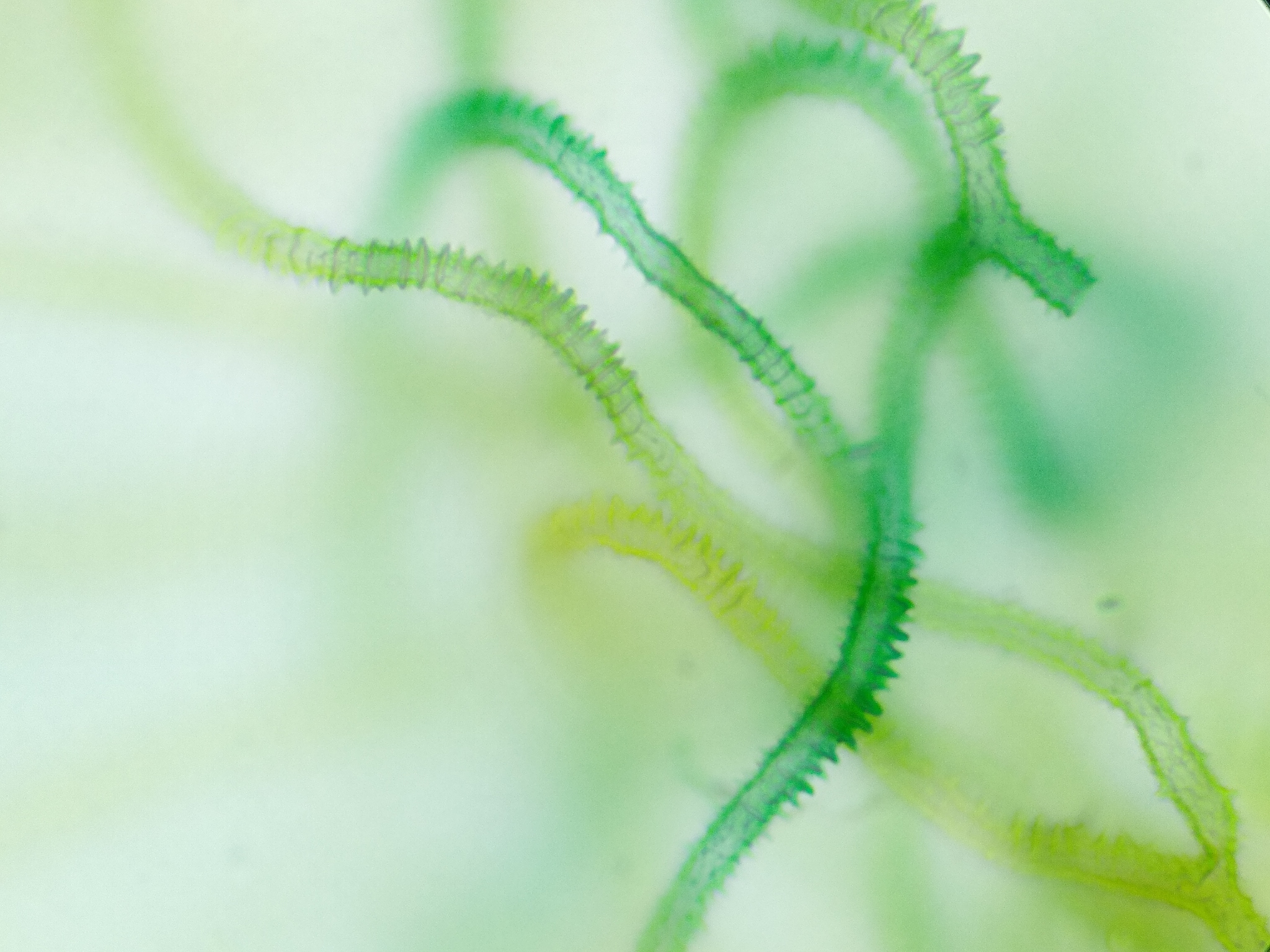
Elateren
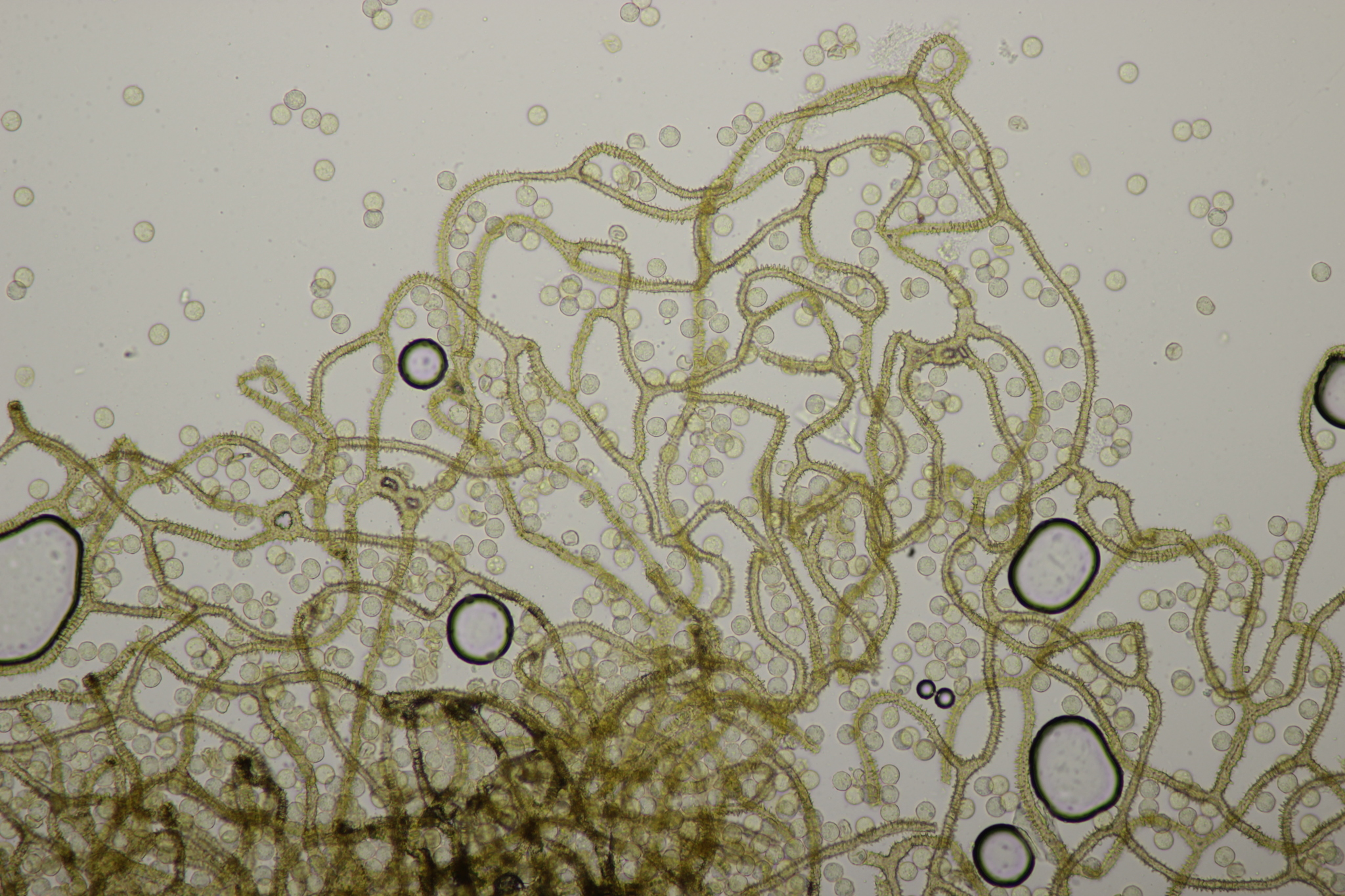
Elateren met sporen
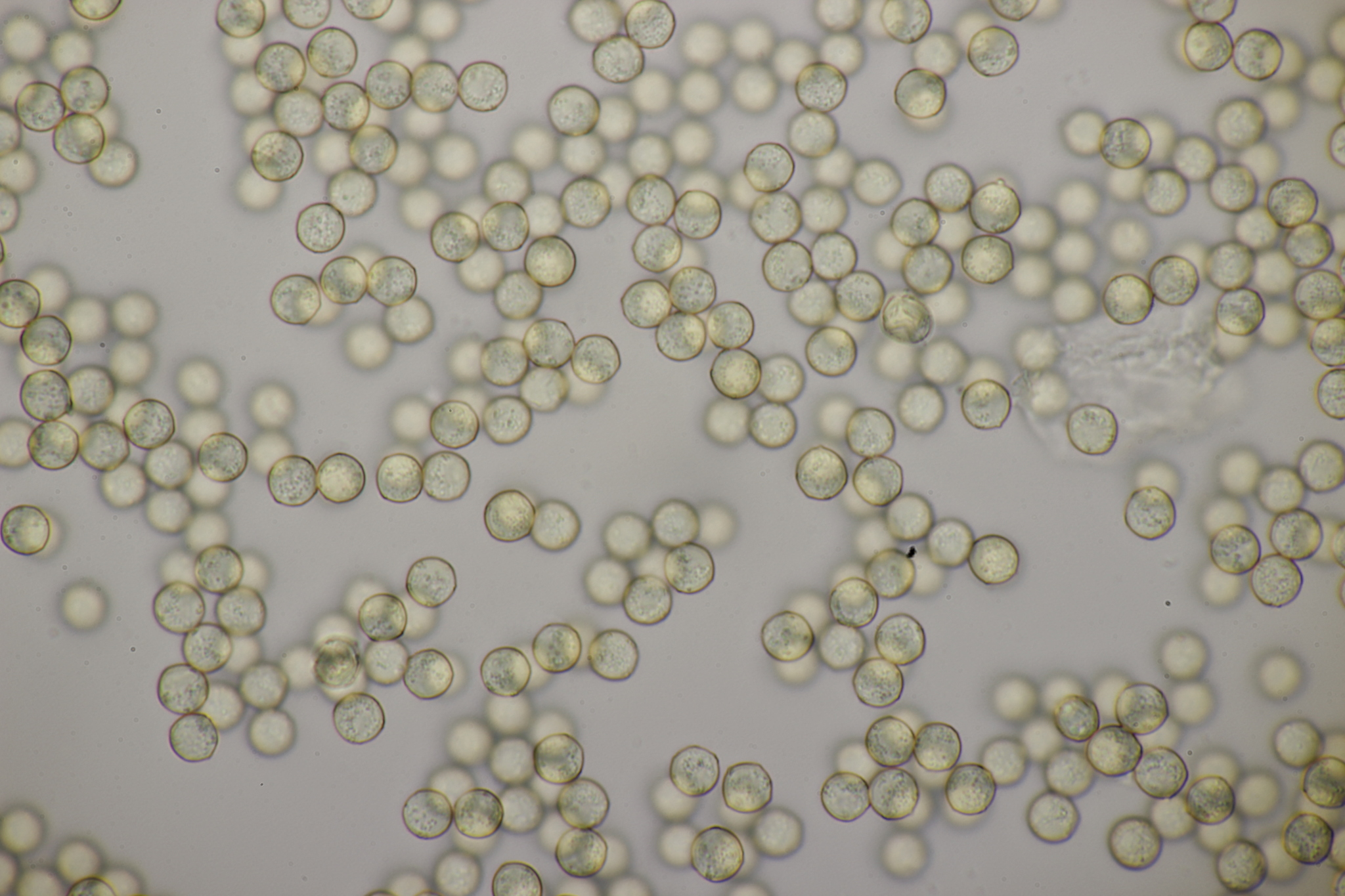
Sporen